# Liste der Konzeptfahrzeuge von Ford
Diese Liste der Konzeptfahrzeuge von Ford umfasst Konzeptfahrzeuge des US-amerikanischen Autoherstellers.
| Baujahr | Konzeptname                 | Ort                                 | Anmerkung | Bild           |
| ------- | --------------------------- | ----------------------------------- | --- | -------------- |
| 1941    | Soybean Car                 |                                     | |                |
| 1958    | Ford Nucleon                |                                     | | weitere Bilder |
| 1962    | Ford Mustang I              |                                     | | weitere Bilder |
| 1978    | Ford Fiesta Fantasy         |                                     | Pick-up-Studie des Ford Fiesta ’76 mit umklappbarer Sitzbank auf der Ladefläche                                                   |                |
| 1979    | Ford Fiesta Tuareg          | Genfer Auto-Salon                   | „Off Road“-Studie auf Basis des Ford Fiesta ’76, Verbleib unbekannt                                                               |                |
| 1982    | Shuttler                    |                                     | Coupé auf Basis des Ford Fiesta ’76                                                                                               |                |
| 1983    | Ghia Barchetta              |                                     | Roadster auf Basis des Ford Fiesta ’76                                                                                            |                |
| 1985    | Urby                        |                                     | Von Ghia entworfenes und gebautes geräumiges Fahrzeug für den urbanen Raum auf Basis des Ford Fiesta ’84                          |                |
| 1985    | Ford Eltec                  | IAA                                 | |                |
| 1989    | Urba                        | Genfer Auto-Salon                   | Stadtfahrzeug mit elektronischer Einparkhilfe und Minikühlschrank; auf der Fahrerseite eine und auf der Beifahrerseite zwei Türen |                |
| 1989    | Fiesta Ghia Bebop           | Genfer Auto-Salon                   | Pick-up auf Basis des Ford Fiesta ’89                                                                                             |                |
| 1992    | Focus Ghia                  | Turiner Autosalon                   | auch: Ford Focus by Ghia |                |
| 1995    | Ford GT90                   | NAIAS                               | | weitere Bilder |
| 1996    | Ghia Lynx                   | Genfer Auto-Salon                   | |                |
| 1996    | Ford Indigo                 |                                     | |                |
| 1996    | Ford Synergy 2010           |                                     | |                |
| 2000    | Ford 24.7                   | NAIAS                               | |                |
| 2000    | Ford Prodigy                | NAIAS                               | |                |
| 2003    | Ford Model U                | NAIAS                               | | weitere Bilder |
| 2004    | Ford Shelby Cobra Concept   | NAIAS                               | | weitere Bilder |
| 2004    | Ford Shelby GR-1            | Pebble Beach Concours d’Elegance    | | weitere Bilder |
| 2005    | Ford SYNus                  | NAIAS                               | | weitere Bilder |
| 2005    | Ford Iosis                  | IAA                                 | | weitere Bilder |
| 2006    | Ford Reflex                 | NAIAS                               | | weitere Bilder |
| 2006    | Giugiaro Ford Mustang       | Los Angeles International Auto Show | | weitere Bilder |
| 2007    | Ford Verve                  | IAA                                 | Designstudie Fiesta ’09 | weitere Bilder |
| 2007    | Ford Airstream              | NAIAS                               | | weitere Bilder |
| 2007    | Ford Interceptor            | NAIAS                               | | weitere Bilder |
| 2009    | Ford Iosis-MAX              | Genfer Auto-Salon                   | | weitere Bilder |
| 2011    | Ford Evos (Konzeptfahrzeug) | IAA                                 | | weitere Bilder |